# Margot Delaye
Pour les articles homonymes, voir Delaye.
Marguerite Catherine Ponsoye dite « la Gandonne » illustrée sous le nom de Margot Delaye en avril 1570 à Montélimar. Héroïne de Montélimar qui participa à sauver la ville des assauts de l'armée du comte Louis de Nassau.

## Histoire
Au mois d'avril 1570, une partie de l'armée protestante commandée par l'amiral de Coligny et Ludovic de Nassau arriva aux portes de Montélimar tenue par les catholiques. C'est au cours d'un des assauts que la légende de Margot Delaye prit naissance. Les soldats à court de munitions reçurent les renforts des habitants et parmi eux de quelques femmes, dont Margot Delaye. Celle-ci se porta au combat sur le rempart et à court d'armes jeta dit on tout ce qui venait par là, à savoir ustensiles et pierres. Elle perdit la main droite ou le bras dans un combat avec Ludovic de Nassau qu'elle assomma avec une lourde marmite de fonte. La légende raconta qu'elle le tua mais il mourut en fait en 1574. Pour ses faits et sa blessure, les consuls de Montélimar offrirent le logis et le « pain », ainsi que du vin…
Les origines et la véritable histoire de Margot Delaye sont peu documentées. Elle semble appartenir à la famille Ponsoye, de la branche de Bourg-Saint-Andéol, et fait partie des ancêtres du pasteur Edmond Ponsoye et de son frère, l'historien du valentinois, le docteur Charles Ponsoye. On la disait modeste lavandière, fiancée ou mariée selon la légende à un chevalier mort au combat. Les mauvaises langues de l'époque affirmaient aussi qu'elle était une bâtarde de Pierre de Poitiers, seigneur de Laye.
La ville de Montélimar a donné le nom de Margot Delaye à une de ses rues.

## Iconographie
Un tableau signé François Grellet, déposé au musée de Montélimar, et aujourd'hui installé à la Mairie, fut réalisé au XIXe siècle, présenté au Salon de 1880 et acquis par l'État français puis en dépôt auprès de la ville de Montélimar. Une gravure en fut tirée.

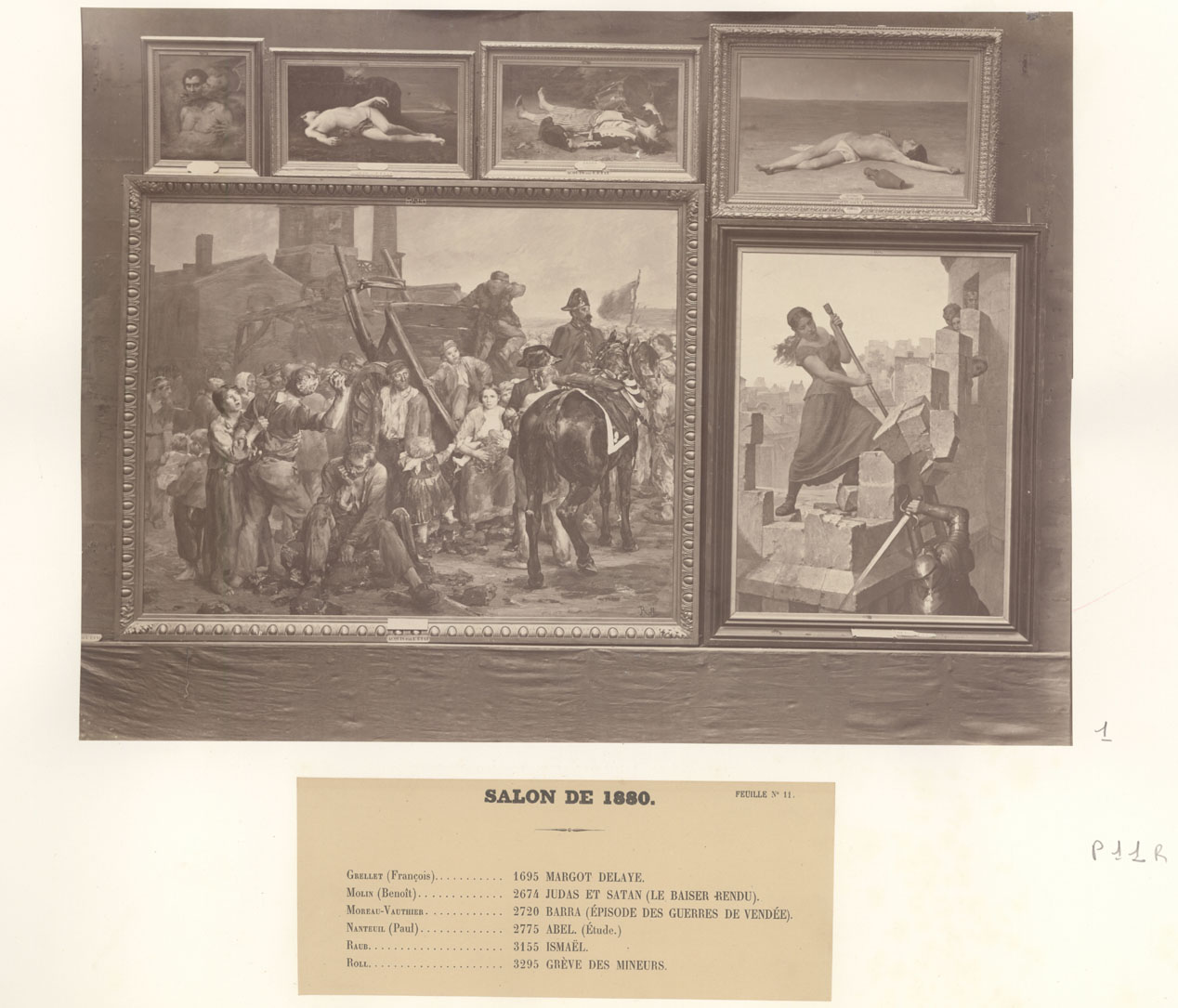
Tableau de François Grellet, Margot Delaye, Salon de 1880

## Sources
- Dr Menuret, le dictionnaire des Gaules
- Baron de Coston, Histoire de Montélimar et des principales familles qui ont habité cette ville - 4 vol 1878

## Documentation
« Margot Delaye » par
Marylène Marcel-Ponthier (Études Drômoises, juin 2006)
C’est durant la période des guerres de religion, vers 1570, que s’illustra cette jeune montilienne. L’armée protestante, sous la direction du comte Ludovic de Nassau, arrive devant Montélimar, ville tenue par les catholiques. La résistance s’organise et le siège commence. Mais, dès le 13 mai, Coligny ordonne de lever le siège, peut-être à cause de la vigoureuse résistance conduite par d’énergiques montiliennes.
Parmi celles-ci, Marguerite Ponsoye, dite Margot, dont le patronyme est peut-être celui de son mari…
Le Journal de Montélimar du 9 janvier 1909, sous la plume de Bourron, se demande : « Qu’est-ce donc que cette énigmatique Margot Delaye ? Sauva-t-elle réellement le vieux Montélimar ? La légende dit oui, les archives communales sont moins affirmatives… »
Comme dans toute légende, il y a du vrai et du faux, mais les éléments concrets et vérifiés font cruellement défaut.
Mais qu’importe ! Peut-être faut-il y voir, plutôt qu’un hommage à l’énigmatique Margot, un hymne à toutes les femmes courageuses qui ont eu, et qui auront encore, l’âme guerrière.

## Liens de famille
- Edmond Ponsoye